# Cyperus infucatus
Cyperus infucatus är en halvgräsart som beskrevs av Carl Sigismund Kunth. Cyperus infucatus ingår i släktet papyrusar, och familjen halvgräs. Inga underarter finns listade i Catalogue of Life.